# Thank God I'm a Lesbian
Thank God I'm a Lesbian ("Gràcies a déu que sóc lesbiana") és una pel·lícula documental canadenca dirigida per Dominique Cardona i Laurie Colbert i estrenada el 1992. La pel·lícula té una duració de 59 minuts i ha guanyat el Premi de l'Audiència a Millor documental en el Festival Internacional de Cinema de Dones de Créteil del 1993 i el Premi de l'Audiència a millor Documental en el Festival Internacional de Cinema Gai i Lèsbic de Torí del 1993.

## Argument
Aquest documental explica els discursos i les experiències de lesbianes d'arreu del món i entrevista a una sèrie de dones sobre la seva sexualitat i les seves relacions socials. La pel·lícula entrevista a Dionne Brand, Nicole Brossard, Lee Pui Ming, Becki Ross, Julia Creet, LaVerne Monnette, Sarah Schulman, Chris Bearchell, Chris Phibbs, Christine Delphy i Jeanelle Laillou sobre els tems de la sortida de l'armari, el racisme, la bisexualitat, el sadomasoquisme i l'evolució del feminisme i del moviment lèsbic des de punts de vista diversos i a vegades contradictoris, però tal com es veu dins mateix de la gent que segueix aquests moviments.

## Premis
Thank God I'm a Lesbian ha guanyat els següents guardons:
- Premi del Públic al Festival Internacional de Cinema de Dones de Créteil, França.
- Premi de l'Audiència al Festival Internacional de Cinema Gai i Lèsbic de Torí.

### Participació en mostres i festivals de cinema
La pel·lícula ha participat en els següents festivals:
- Festival de Festivals de Toronto.
- Festival Internacional del Nou Cinema i de Vídeo de Mont-real.
- Festival de Cinema Gai i Lèsbic de Londres.
- Festival Internacional de Cinema de Melbourne.
- 22a Mostra Internacional de Films de Dones de Barcelona del 2014.[5]